# I tifosi di Topolino
I tifosi di Topolino (Mickey's Amateurs) è un cortometraggio d'animazione del 1937 diretto da Pinto Colvig, Erdman Penner e Walt Pfeiffer, della serie Mickey Mouse, distribuito negli Stati Uniti dalla United Artists il 17 aprile 1937. Il film è una parodia del talent show radiofonico Major Bowes Amateur Hour, in cui il presentatore Edward Bowes suonava un gong per fermare un'esibizione; Topolino che ripete le parole "Okay, okay" fu riconosciuto dal pubblico di allora come una parodia di Bowes. A partire dagli anni novanta il corto venne reintitolato Dilettanti allo sbaraglio (quello cinematografico è infatti un'errata traduzione di quello originale).

## Trama
Topolino è il conduttore di un talent show radiofonico di dilettanti messo in scena di fronte a un pubblico dal vivo, e può terminare le esibizioni indegne suonando un gong. Questo accade già nella prima esibizione, quando Pietro inizia a cantare malamente "Asleep in the Deep". Successivamente Topolino presenta Paperino che recita "Twinkle, Twinkle, Little Star", ma il papero si dimentica le parole già al secondo verso e viene rimosso dal palco. L'esibizione successiva vede Chiquita chiocciare il valzer di Luigi Arditi "Il bacio" accompagnata da Clarabella al pianoforte. Nonostante i numerosi errori, la prestazione è la prima ad evitare il gong.
Paperino si ripresenta sul palco travestito e con in mano una custodia di violino, dalla quale (smascherandosi) estrae un mitra con cui tiene sotto tiro il pubblico mentre cerca di finire la sua recitazione. Ma dimentica ancora una volta le parole, e quando il pubblico ride di lui, egli apre il fuoco e viene nuovamente rimosso dal palco.
L'atto finale del programma è Pippo con i suoi "cinquanta orchestrali", che si rivelano essere un dispositivo multi-strumentale su ruote. Pippo inizia con "In the Good Old Summer Time" e passa a "There'll Be a Hot Time in the Old Town Tonight", ma il tempo e l'intensità del brano fanno impazzire la macchina, che salta in aria. Quando Pippo emerge dalle macerie, dal suo cappello salta fuori Paperino che recita perfettamente e molto rapidamente la prima strofa di "Twinkle, Twinkle, Little Star".

## Distribuzione

### Edizione italiana
Il corto fu distribuito in Italia nel 1940 in lingua originale. L'unico doppiaggio italiano conosciuto è quello realizzato dalla Royfilm per l'uscita in VHS nel febbraio 1991, utilizzato in tutte le successive occasioni. Non essendo stata registrata una colonna internazionale, fu alterata la musica presente durante i dialoghi e sostituita quella dei titoli di testa con quella della serie Goofy dato che Pietro inizia a cantare già quando appare il titolo. Inoltre l'adattamento presenta alcuni errori: "Asleep in the Deep" è sostituita da "Nella vecchia fattoria", il primo verso di "Twinkle, Twinkle, Little Star" è tradotto ma nell'esecuzione finale il resto della strofa è sostituito da un semplice starnazzamento e Chiquita viene chiamata "signora Pettinoni".

### Edizioni home video

#### VHS
America del Nord
- Mickey Knows Best (1986)

Italia
- Topolino superstar (febbraio 1991)

#### DVD
Una volta restaurato, il cortometraggio fu distribuito in DVD nel secondo disco della raccolta Topolino star a colori, facente parte della collana Walt Disney Treasures e uscita in America del Nord il 4 dicembre 2001 e in Italia il 21 aprile 2004.